# Lucía y Geminiano
Santa Lucía y San Geminiano son dos mártires cristianos venerados como santos. Ambos murieron en Roma durante las persecuciones de Diocleciano hacia los años 290 o 300, o más precisamente, en el año 304. Pese a que su veneración es antigua, la historia conocida puede constituir en realidad una leyenda ficticia debido a que la misma únicamente se conoce mediante fábulas. Es posible que Lucía se corresponda con Santa Lucía de Siracusa, cuya fiesta se celebra el 13 de diciembre, mientras que Geminiano, quien es venerado el 16 de septiembre, es probablemente un personaje ficticio, no debiendo confundirse con San Geminiano, obispo de Módena.

## Leyenda
De acuerdo con la leyenda, Lucía era una viuda de 75 años y Geminiano un joven catequista. Lucía fue acusada por su hijo, Eutropio (o Euprepio), de ser cristiana. Tras ser conducida ante Diocleciano, a quien reprochó su idolatría, el emperador trató sin éxito de persuadirla de renunciar a su fe, ordenando a continuación que la mujer fuese introducida en un caldero de brea ardiendo, donde Lucía logró sobrevivir durante tres días. Cuando Diocleciano tuvo conocimiento de este hecho, dispuso que la mártir desfilase por toda la ciudad con pesos atados a su cuerpo, suplicio durante el cual Lucía fue insultada y vejada por los ciudadanos. Cuando la mujer pasó frente a la casa de Geminiano, las estatuas de los dioses romanos del lugar se hicieron añicos milagrosamente mientras que una paloma realizó la señal de la cruz sobre la frente del joven, quien decidió seguir a Lucía, pidiendo ser instruido en la religión cristiana así como ser bautizado, motivo por el que fue llevado ante el emperador y encerrado con Lucía, quien lo instruyó y lo adoptó como hijo espiritual, siendo bautizado por un sacerdote llamado Protasio (siguiendo el ejemplo de Geminiano, 75 personas se convirtieron al cristianismo). Ambos fueron finalmente conducidos ante un tribunal, muriendo el juez que lo presidía al ser arrojado por su caballo desde lo alto de un puente de piedra, no siendo su cuerpo hallado jamás, tras lo cual ambos mártires fueron decapitados y sus restos sepultados por una mujer llamada Máxima.
No obstante, otra versión afirma que tras tres meses de encierro, Lucía y Geminiano fueron liberados por un ángel y transportados hasta Taormina, en Sicilia, y de allí a Mendilas, donde emprendieron la conversión de un gran número de paganos. Cuando las persecuciones llegaron a la región, Lucía buscó refugio en las montañas, donde falleció de muerte natural, mientras que Geminiano murió decapitado.

## Calendario romano general
Se incluyó una conmemoración a los Santos Lucía y Geminiano en el Calendario tridentino la cual perduró en el Calendario romano general hasta 1969, cuando fue omitida por considerarse a Lucía una duplicidad de Santa Lucía de Siracusa, cuya fiesta se celebra el 13 de diciembre, mientras que Geminiano pasó a ser considerado un personaje meramente ficticio, si bien algunos católicos tradicionales continúan siendo fieles al calendario anterior a 1970.